# Neanastatus aeschyli
Neanastatus aeschyli är en stekelart som beskrevs av Girault 1921. Neanastatus aeschyli ingår i släktet Neanastatus och familjen hoppglanssteklar. Inga underarter finns listade i Catalogue of Life.